# スヴェイン・クヌートソン
スヴェイン・クヌートソン（古ノルド語：Sveinn Knútsson, ノルウェー語：Svein Knutsson, 1016年ごろ - 1035年）は、デンマーク、ノルウェーおよびイングランドの王クヌーズ大王とその最初の妃エルフギフ・オブ・ノーサンプトンの息子。1017年にクヌーズ大王はエマ・ド・ノルマンディーと結婚したが、エルフギフと離婚したという証拠がなく、1030年にクヌーズ大王はエルフギフと息子スヴェインをノルウェー支配のため摂政としてノルウェーに送っている。しかし、エルフギフらの支配をノルウェー人は抑圧的であると考えた。エルフギフらは新税と厳しい法律を課したため人気がなくなり、1034年に追放された。

## 生涯
1029年、クヌーズ大王の家臣でノルウェーを支配していたハーコン・エイリークソンが海難事故で死去し、クヌーズ大王によりノルウェー王位を廃位されていたオーラヴ2世が再び王位に返り咲こうとした。しかし、オーラヴ2世はスティクレスタの戦いで死去した。そこでクヌーズ大王は息子スヴェインとその母エルフギフをノルウェーに送り、エルフギフを14歳のスヴェインの摂政としてノルウェーを支配させた。これにラーデヤールの代わりを望んでいた多くのノルウェー人は大きく失望した。エイナル・サンバルスケルヴィルやカールヴ・アールナソンのような貴族は、自分たちが権力を握ることができるようクヌーズが約束してくれると信じていたため、特に失望した。
1030年代はヨーロッパにおいては困難な時期であった。ノルウェーにおけるデンマークの政策は変化した。多くの分野で王室の関与がより緊密になり、厳しい規制が行われた。これは、オーラヴ2世聖王が以前に立ち向かったものと同類であると特徴付けることができる、新しい政権に対する大衆の抵抗の基礎を作り出した。エルフギフとスヴェインの徴税要求と新しい法律は人々の不満を生んだ。
スノッリ・ストゥルルソンは次のように記している。「スヴェイン王は、多くの事柄に関し新しい法律を導入した。それらはデンマークの法律をモデルにしていたが、いくつかはより厳しいものであった。王の許可なしに国を離れることは誰であっても許されなかった。もし許可なしに国を離れた場合、その財産は王のものとなった。殺人を犯した人は、土地と財産に対する権利を失うこととなった。無法者が相続することとなった場合は、王がその財産を受け取った。クリスマスにすべての農夫は、各家庭ごとに一定量（15～20リットル）のモルトと3歳牛のもも肉（古ノルド語でvinjartoddeといわれる）、および桶一杯のバターを王に差し出さねばならなかった。」
『ヘイムスクリングラ』によると、ソクナスンの戦いが1033年にリーフィルケで勃発した。僭称者トリグヴァ・オーラヴソンが軍とともにイングランドからやってきた。トリグヴァは、オーラヴ・トリグヴァソンの息子と称し、ノルウェー王位は自らのものであると主張していた。トリグヴァの侵略が差し迫っているという知らせがスヴェインとエルフギフに届くと、スヴェインらはトリグヴァと戦う王軍に参加させるためにハロガランとトロンハイムの領主らを召喚した。スヴェイン・クヌートソンとおそらくデンマークの精鋭部隊を含む軍は、トリグヴァに立ち向かった。スヴェインとその軍は、トリグヴァがスカゲラク海峡をすり抜けてヴァイケンで支援者に加わろうとするであろうと考え、南のアグデルに向かった。しかし、トリグヴァはホルダランに上陸し、ローガランに出航してスヴェインの海軍を攻撃した。両軍の艦隊は、ボクン島沖で相対した。スヴェインはソクナスンの戦いに勝利し、トリグヴァ・オーラヴソンは戦死した。
その年の冬の後半に、カールヴ・アールナソンとエイナル・サンバルスケルヴィルは会い、オーラヴ2世の息子マグヌスを連れてくるためにガルダリケに向かった。マグヌスがノルウェーに来たとき、人々はマグヌスに味方し、デンマーク人に反対した。スヴェインはデンマークに逃げなければならなくなり、その後すぐに死去した。このため、デンマーク王はノルウェーに対する支配権を放棄しなければならなかった。

## シェイクスピアの登場人物として
シェイクスピアの『マクベス』において、スヴェインをモデルとした「ノルウェー王スウェノ」が登場する。
スヴェインは『マクベス』の第1幕の裏話に登場し、シェイクスピアはこの王をスウェノと呼んでいる。スウェノの軍隊はファイフに到着し、スコットランド人を虐殺し始めた。そしてスウェノはベルタ城でマクベスを包囲した。スコットランド王ダンカンは、ノルウェー軍に食べ物と飲み物を送ったが、それらに睡眠薬を混入させたためノルウェー軍は眠りに落ちた。その後、マクベスはスウェノの軍隊を虐殺したが、スウェノ自身は逃走した。クヌーズとデンマーク人はこの敗北の仇を討つために到着したが、停戦に同意した。
ノルウェーの王であるスウェノは、調停 [条約] を切望しております。ですが、聖コルム島において1万ドルを我が軍に支払わない以上は、我々は敵兵の埋葬を許さないでしょう。